# Остана
Остана (итал. Ostana) — коммуна в Италии, располагается в регионе Пьемонт, в провинции Кунео.
Население составляет 74 человека (2008 г.), плотность населения составляет 5 чел./км². Занимает площадь 16 км². Почтовый индекс — 12030. Телефонный код — 0175.
Покровителем коммуны почитается святой Клавдий, празднование 6 июня.

## Демография
Динамика населения:

## Администрация коммуны
- Официальный сайт: